# دهستان شوسف
دهستان شوسف یکی از دهستان های بخش شوسف شهرستان نهبندان استان خراسان جنوبی ایران است.

## جمعیت
بر پایه سرشماری عمومی نفوس و مسکن در سال ۱۳۹۵ جمعیت این دهستان ۳،۰۲۲ نفر بوده‌است.